# 夏淑琴
夏淑琴（か・しゅくきん、シア・シュウチン、1929年5月5日 - ）は、南京事件の一事件とされる新路口事件の生存者を名乗る中華人民共和国の女性。この事件では2家族13人が住んでいた家屋内で、0歳の幼児を含む11人が殺害され、その内、女性3人は強姦された後、殺害されたとされる。

## 新路口事件
（いずれも年齢は事件当時）
当時、夏一家は、南京城内の新路口5番にある一棟の家に住んでいた。この家には、家主の哈家（夫婦と子供2人の4人家族）と夏家（母方の祖父母、父母、姉3人、妹2人の9人家族）の2世帯、計13人が住んでいた。家主の哈家は大家族であったが、日本軍を恐れて、残ると言った一家族のみを留守番に残す形で、近郊に避難していた。
1937年12月13日日本軍は南京城壁を突破したが、午前10時頃、何者かがこの家にやって来てドアを激しく叩いた。応対に出た哈夫妻と夏（夏淑琴の父親）は賊に撃たれて殺された。夏夫人（夏淑琴の母親）は五女（0歳）と客間に作られた防空壕に避難していたところ、そこから引きずり出され強姦された後殺害された。五女は突き殺された。奥の部屋には、夏家の祖父（76歳）、祖母（74歳）と、長女（16歳）、次女（14歳）、三女（夏淑琴本人、7～8歳）、四女（3～4歳）が避難していた。賊はこの部屋に侵入し、まず姉妹を守ろうとした祖母を、そしてその祖母を助けようとした祖父を撃ち殺した。その後、悲鳴をあげた三女の夏を剣で突いて負傷させ、長女と次女に対してはそれぞれ強姦した後に殺害した。また、哈家の二人の子供は、一人は剣で刺し殺され、一人は刀で頭部を切り裂き殺された。
この事件で生き残ったのは、負傷した夏と無傷の妹のみであった。この姉妹は、母親の死体のある部屋に隠れ、鍋に残った粥などを食べて生存していたところ、ラーベや本人の証言によれば2週間程たった後、近所の老女性に発見された。また、庭には、おそらく日本軍に何らかの理由で追われて逃げ込み、たまたまこの場所で殺されることになったとみられる、見知らぬ2名の死体が転がっていたという。姉妹は老人堂（老人ホームのような場所）に連れて行かれ、後に事件の起きた家に様子を見に来た親戚が話を聞き、老人堂まで捜しに来て引取られたという。侵入した賊は日本軍の兵であったとされる。
この事件は、夏本人の証言史料の他、当時の文書「暴行事件報告第219件」にも記録されている。またジョン・ラーベ日記1月29日付や、極東国際軍事裁判でのジョン・マギー供述にも記録され、南京事件の一部を撮影したと言われるマギーフィルムにも現場跡が記録されている。

## 名誉毀損裁判

### 東中野修道に対する訴訟
東中野修道は著書『「南京虐殺」の徹底検証』（展転社）において、マギーフィルム解説書において事件を証言した「八歳の少女」と夏淑琴は別人であるとの記述をした。また、『SAPIO』2001年8月8日号においても、『私を訴えた南京事件“虚殺”目撃者こそ“虚構の産物”だ』と題する記事において、夏淑琴は偽証言者であるとの主旨の記述をした。
東中野の一連の著述･言動に対し、夏は2000年11月、中国の南京において名誉毀損訴訟を起こした。夏淑琴は「本当に憤りを感じている」「家族の一人一人が殺される様子を思い浮かべるうちに怒りを抑えられなくなり、このままではいけないと思い提訴したのです。」「あの悲劇の光景を記憶から消しさる事ができないのです。」と発言した 。
東中野らは、「裁判管轄権解釈の相違、身辺の安全の保証などの理由により」中国の法廷には一切出廷せず、2005年、東京地裁に「債務不存在確認訴訟（東中野に中国の判決に関する債務が無いことの確認を求める訴訟）」を起こした。この訴訟に対して被告として呼び出された夏淑琴は日本で弁護団を組織し、債務不存在確認訴訟で争うのではなく、2006年5月、東中野の記述に関する名誉毀損裁判判として反訴した。これを受け、2006年6月、東中野側は債務不存在確認訴訟を取り下げるに至った。これについては、名誉毀損の有無と賠償金額が争われることになり債務不存在確認訴訟を争う必要性がなくなったため夏淑琴の同意を得て東中野側は「債務不存在確認訴訟」を取り下げたのだとする説と、かねて裁判（南京での裁判）で争うより前にこちらからの疑問に答えるべきだとしていた東中野側は、夏淑琴が日本で事実上応訴するとは思っていなかったため、急いで提訴を一方的に取下げたのだとする説がある。いずれにせよ、東中野側の提訴取下げを受けても夏淑琴側では名誉毀損訴訟を取下げることはせず、夏淑琴側からの日本での名誉棄裁判訟は継続することとなった。
裁判の過程では、主要な論点として、例えば東中野の主張する「夏の発言では家族数が合わない」という矛盾は、マギーフィルムの解説文にあるbayonetという語を東中野が自ら"突き刺す"ではなく"突き殺す"という意味に限って訳した事により、まだ生きていた家族がそこで死んだことになり、結果として夏発言中に出てくる家族数が増える形となり、生じたものであることが原告側から指摘された。

#### 判決
2007年11月、東京地裁において三代川三千代裁判長は「被告東中野の原資料の解釈はおよそ妥当なものとは言い難く、学問研究の成果というに値しないと言って過言ではない」、原告が新路口事件の被害者と「別人と立証できていない」として東中野と展転社に対し合計400万円の賠償を命じる判決が下った。
東中野らは控訴したが、2008年5月21日、東京高裁でも地裁判決を支持し、東中野と展転社に対し改めて賠償を命じる判決が言い渡された。ただし、東京高裁は地裁判決文の「被告東中野の原資料の解釈はおよそ妥当なものとは言い難く、学問研究の成果というに値しないと言って過言ではない」の部分を「不合理であって妥当なものということができない」との表現に変更している。
2009年2月5日、最高裁は東中野と展転社からの上告を棄却、判決が確定した。

### 松村俊夫に対する訴訟
夏淑琴は、『「南京虐殺」への大疑問』の著者である松村俊夫およびその出版元である展転社を相手取って、中華人民共和国の人民法院に名誉毀損訴訟を2000年頃起こしたとみられる。自身は南京事件の被害者であるのに、松村俊夫に同書で被害者ではないと主張されたというものである。松村のもとには、2004年に南京中級法院からの訴状が千葉地裁を通して届いた。なお、松村俊夫は李秀英という女性の南京事件の被害者という証言にも疑問を呈し、こちらは日本で訴えられ、2005年1月敗訴し、50万円の支払いを命じる判決が確定した｡ 夏淑琴が起こした人民法院での裁判には、松村、展転社は出席せず、2006年8月、人民法院は請求通り両者に損害賠償金計80万元の支払いなどの判決を下した。
2012年7月、夏はこの人民法院での判決に基づき、松村及び出版社に対し、損害賠償金80万元（約1500万円）の支払いの強制執行を求める訴訟を東京地裁に提訴し、日本国内においてその損害賠償金についての財産差し押さえなどの強制執行が認められるかどうかが争われた。

#### 被告側主張
- 松村の主張[24]
  - 夏淑琴は全く関与していないのではないか。
  - この提訴を計画、実行したのは原告代理人渡部春巳弁護士と実感した。
  - 起訴状には中央大学大学院の奥田安弘教授の意見書がある。彼は「731、南京、爆撃」訴訟で、国は個人に戦後補償すべきと証言した[25]。

- 展転社・藤本代表の主張[26]
  - そもそも国際裁判管轄権がない中国の法廷に出廷する義務などなく、国際法上裁判そのものが成立しない[27]。

#### 判決
2015年3月20日、東京地裁(岡崎克彦裁判長)は、日本人原告が日中合弁企業を相手取った過去の同種裁判において、最高人民法院が「日本との間に互恵関係は存在しない」として原告の訴えを退けたことを指摘し、「下級の人民法院はそれに従って判断すると認められる」「中国で日本の裁判所の同種判決が承認、執行される余地はなく、日本と中国の間には相互の保証があるとは認められない」として夏の訴えを棄却した。ここでいう｢相互の保証｣とは民事訴訟法第118条第4項にいう相互の保証である。なお、裁判中の2013年松村は亡くなり、訴訟は実質、展転社を相手として続けられていた。

## 関連文献
夏淑琴証言に関する記述がある書籍
- 洞富雄編『南京大虐殺の現場へ』（朝日新聞社, 1988年）P191-196
- 戦争犠牲者を心に刻む会編『南京大虐殺と原爆』（東方出版, 1995年）P14-19
- 本多勝一・渡辺春己・星徹『南京大虐殺　歴史改竄派の敗北』 （教育史料出版会, 2003年）P147-155
- 笠原十九司『体験者27人が語る南京事件』（高文研, 2006年）P132-145
- 早乙女勝元『母と子で見る南京からの手紙』（草の根出版会, 1989年）P77-P81
- 落合信彦『目覚めぬ羊たち』（小学館, 1995年）P113-P119